# 조이풀 노이즈
《조이풀 노이즈》(영어: Joyful Noise)는 미국에서 제작된 토드 그래프 감독의 2012년 뮤지컬 코미디 드라마 영화이다. 퀸 라티파, 돌리 파턴, 키키 파머 등이 출연하였고, 브로더릭 존슨 등이 제작에 참여하였다.

## 줄거리
조지아주 작은 마을 교회 성가대가 예산 문제로 폐쇄될 위기 속에서도 전국 대회 우승을 노린다. 성가대 감독 버나드 스패로가 사망하면서 바이 로즈 힐이 새로 부임하고, 전통적인 방식을 추구하는 바이는 교회 주요 후원자이며 전 감독의 아내인 G. G. 스패로와 충돌한다.

## 출연진
- 퀸 라티파 - 바이 로즈 힐 역
- 돌리 파턴 - G. G. 스패로 역
- 키키 파머 - 올리비아 힐 역
- 제러미 조던 - 랜디 개리티 역
- 덱스터 다든 - 월터 힐 역
- 코트니 B. 밴스 - 데일 목사 역
- 크리스 크리스토퍼슨 - 버나드 스패로 역
- 제시 L. 마틴 - 마커스 힐 역
- 앤디 칼 - 케일럽 역
- 로이 황 - 저스틴 역
- 셔미크 무어 - “Our Lady of Perpetual Tears” 성가대 지휘자 역
- 클로이 베일리 - “Our Lady of Perpetual Tears” 성가대원 역

## 기타 제작진
- 공동 제작: 욜란다 T. 코크런, K.C. 호던필드
- 배역: 티퍼니 리틀 캔필드, 마크 핀캐넌, 버나드 텔지
- 미술: 제프 닙
- 의상: 톰 브로커
- 분장: 데니즈 터넬
- 헤어: 로런스 데이비스, 앤드리아 C. 브러더턴
- 조감독: K.C. 호던필드